# JBS (企業)
JBS S.A.（ジェイ・ビー・エス・エッセ・アーあるいはJBS-Friboi）は、ブラジルに本拠を構える多国籍企業食品メーカーである。牛肉、豚肉、鶏肉の加工及びこれら肉類の冷凍食品を製造している。1953年に、ゴイアス州のアナポリス（en）で誕生した。

## 概要
牛肉加工においては、ブラジル国内はもとより世界中の食品加工メーカーを買収したことから世界で最大規模の会社である。2007年に、アメリカ合衆国のスウィフト・アンド・カンパニー（Swift & Company）を買収し、現在では、JBS USAとして活動している。
スウィフト・アンド・カンパニーを買収したことにより、JBSは豚肉市場に参入することが可能となり、その結果は2007年の年末にはアメリカ合衆国において第3位の豚肉加工メーカーという形で現れた。
JBSは、ブラジル、アルゼンチン、アメリカ合衆国、オーストラリアの4ヶ所を中心に牛の牧場を構えており、世界110カ国にJBSの牛肉は輸出されている。
2008年9月16日、ブラジルの食肉メーカーで三本の指に入るGrupo Bertinの買収を発表した。この買収により、世界最大の牛肉加工メーカーになることとなり、この買収をJPモルガン・チェースとバンコ・サンタンデール・ブラジルがJBSを支援した。また、2008年末には、破産を申請したテキサス州・ピッツバーグに本社を構えるアメリカ合衆国最大の鶏肉加工メーカーであるピルグリムズ・プライド（en）を280億ドルで買収することで鶏肉業界にも参入することとなった。
2017年6月9日、ブラジル連邦警察が内部者取引を目的とした贈賄の疑いでJBS事務所を捜索した。
2017年6月26日、50万レアルの賄賂をJBSから受け取った収賄の疑いで、ブラジル連邦検察庁がミシェル・テメル大統領を起訴した。
2021年5月31日、オーストラリアと北米大陸部門にサイバー攻撃を受け、即座にバックアップサーバーに切り替え対処できたが、取引に遅れが生じる可能性と、いくつかの生産拠点で業務が停止した。